# Florence (Oregon)

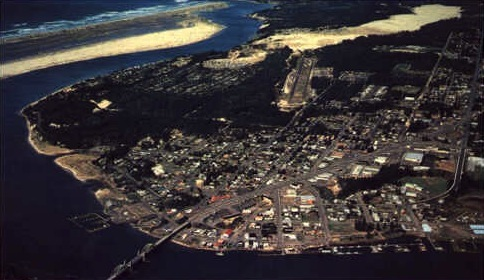
Letecký pohled na město

Florence je město na pobřeží Tichého oceánu v americkém státě Oregon. V roce 2000 v něm bydlelo 7 263 obyvatel a v roce 2006 populace stoupla na 8 270 obyvatel. Pojmenováno bylo po francouzské lodi, která ztroskotala v ústí řeky Siuslaw River.Toto město se neblaze proslavilo tím, že zde v roce 1970 odpálili dynamitem velrybu.